# Авдіївська волость (Бахмутський повіт)
Авдіївська волость — історична адміністративно-територіальна одиниця Бахмутського повіту Катеринославської губернії із центром у селі Авдіївка.
Станом на 1886 рік складалася з 2 поселень, 2 сільських громад. Населення — 4906 осіб (2510 чоловічої статі та 2396 — жіночої), 836 дворових господарств.
|                     | Площа, десятин | У тому числі орної, дес. |
| ------------------- | -------------- | ------------------------ |
| Сільських громад    | 14013          | 4639                     |
| Приватної власності | 2311           | 755                      |
| Казенної власності  | 1106           | 400                      |
| Іншої власності     | 213            | 65                       |
| Загалом             | 17643          | 5859                     |

Поселення волості:
- Авдіївка — колишнє власницьке село при балці Калинова й річці Торець за 50 верст від повітового міста, 3087 осіб, 555 дворових господарства, православна церква, школа, 2 ярмарки на рік.
- Михайлівка — колишнє власницьке село при балці Калинова й річці Торець за 50 верст від повітового міста, 1851 особа, 281 дворове господарство, православна церква, школа, поштова станція, 3 лавки, 3 ярмарки на рік.

За даними на 1908 рік у волості налічувалось 3 поселення, загальне населення волості зросло до 10 357 осіб (5170 чоловічої статі та 5187 — жіночої), 1472 дворових господарств.